# 卡氏光鰓魚
卡氏光鰓魚（學名：Chromis cadenati），又稱卡氏光鰓雀鯛，是輻鰭魚綱鱸形目雀鯛科光鰓魚屬的其中一種，分布於中東大西洋區，包括塞內加爾、幾內亞、賴比瑞亞與迦納海域，深度20至60公尺，體長可達16.5公分，棲息在礁石區，以浮游生物為食，繁殖期時成對出現，雄魚會守護卵直到孵化，生活習性不明。